# Anthonij Guépin
Pour les articles homonymes, voir Guépin.
Anthonij Johannes Guépin, né le 2 mai 1897 au Helder et mort le 16 août 1964 à Saint-Trond, est un skipper néerlandais.

## Biographie
Aux Jeux olympiques de 1924 à Paris, il est médaillé de bronze du 6 Metre sur le Willem-Six avec Jan Vreede et Joop Carp. 